# 1975
- Wikisource

| Calendário gregoriano                                                        | 1975 MCMLXXV                         |
| Ab urbe condita                                                              | 2728                                 |
| Calendário arménio                                                           | 1424 – 1425                          |
| Calendário bahá'í                                                            | 131 – 132                            |
| Calendário budista                                                           | 2519                                 |
| Calendário chinês                                                            | 4671 – 4672 Início a 11 de fevereiro |
| Calendário copta                                                             | 1691 – 1692                          |
| Calendário etíope                                                            | 1967 – 1968                          |
| Calendários hindus - Vikram Samvat - Calendário nacional indiano - Cáli Iuga | 2030 – 2031 1896 – 1897 5075 – 5076  |
| Calendário Holoceno                                                          | 11975                                |
| Calendário islâmico                                                          | 1395 – 1396                          |
| Calendário judaico                                                           | 5735 – 5736 Início a 6 de setembro   |
| Calendário persa                                                             | 1353 – 1354 Início a 21 de março     |
| Calendário rúnico                                                            | 2225                                 |
| Calendário solar tailandês                                                   | 2518                                 |

1975 (MCMLXXV, na numeração romana) foi um ano comum do século XX que começou numa quarta-feira, segundo o calendário gregoriano. A sua letra dominical foi E. A terça-feira de Carnaval ocorreu a 11 de fevereiro e o domingo de Páscoa a 30 de março. Segundo o horóscopo chinês, foi o ano do Coelho, começando a 11 de fevereiro.

| Evento                                                   | Data            | Hora  |
| -------------------------------------------------------- | --------------- | ----- |
| Aquário                                                  | 20 de janeiro   | 16:37 |
| Peixes                                                   | 19 de fevereiro | 06:50 |
| primavera no hemisfério norte e outono no hemisfério sul |                 |       |
| Carneiro/equinócio                                       | 21 de março     | 05:57 |
| Touro                                                    | 20 de abril     | 17:08 |
| Gémeos                                                   | 21 de maio      | 16:24 |
| verão no hemisfério norte e inverno no hemisfério Sul    |                 |       |
| Caranguejo/solstício                                     | 22 de junho     | 00:27 |
| Leão                                                     | 23 de julho     | 11:22 |
| Virgem                                                   | 23 de agosto    | 18:24 |
| Outono no Hemisfério Norte e Primavera no Hemisfério Sul |                 |       |
| Balança/equinócio                                        | 23 de setembro  | 15:56 |
| Escorpião                                                | 24 de outubro   | 01:07 |
| Sagitário                                                | 22 de novembro  | 22:31 |
| inverno no hemisfério norte e verão no hemisfério sul    |                 |       |
| Capricórnio/solstício                                    | 22 de dezembro  | 11:46 |

| UTC: Madeira, Guiné-Bissau e São Tomé e Príncipe Subtrair (-): 1 h nos Açores e Cabo Verde 2 h nas Ilhas oceânicas brasileiras 3 h em Brasília, em Goiás, na Amazônia Oriental Brasileira e no nordeste, sudeste e sul brasileiros 4 h na Amazônia Ocidental Brasileira, Mato Grosso e Mato Grosso do Sul 5 h no Acre e sudoeste do Amazonas Adicionar (+): 1 h Portugal Continental, em Angola e Guiné Equatorial 2 h em Moçambique 8 h em Macau 9 h em Timor-Leste. |
| Adicionar uma hora durante a vigência do horário de verão: Portugal Continental : Não houve horário de verão em 1975 |

| Ano completo                        |
| ----------------------------------- |
| Ano comum com início à quarta-feira |

## Eventos
- Ano Internacional da Mulher, pela ONU.
- Primeira edição da Playboy no Brasil.

- Francisco Morales Bermúdez substitui Juan Velasco Alvarado no cargo de presidente do Peru.
- Terminam as Guerras Coloniais portuguesas.

### Março
- 15 de março - Ocorre a fusão dos estados brasileiros do Rio de Janeiro e da Guanabara.

### Abril
- 4 de abril - Bill Gates e Paul Allen fundam a Microsoft.
- 19 de abril - Lançamento do primeiro satélite da Índia, Aryabhata.
- 30 de abril - Formada a República Socialista do Vietname após a vitória do Vietname do Norte sobre o Vietname do Sul e os Estados Unidos.

### Junho
- 25 de junho - Independência de Moçambique.

### Julho
- 5 de julho - Independência de Cabo Verde.
- 6 de julho - Independência das Comores.
- 12 de julho - Independência de São Tomé e Príncipe.

### Setembro
- 16 de setembro - Independência da Papua-Nova Guiné.

### Outubro
- 25 de outubro - Assassinato de Vladmir Herzog

### Novembro
- 10 de novembro - O graneleiro SS Edmund Fitzgerald, de 222 metros de comprimento, naufraga durante uma tempestade no lago Superior, matando todos os 29 tripulantes a bordo.
- 11 de novembro - Independência de Angola.
- 21 de novembro - O grupo de rock britânico Queen lança seu quarto álbum de estúdio, A Night at the Opera, um marco na música rock e pop
- 22 de novembro - Reimplantada a monarquia em Espanha, com a coroação do rei Juan Carlos.
- 25 de novembro - Independência do Suriname.
- 28 de novembro - Timor-Leste declara a independência.

### Dezembro
- 14 de dezembro - O Sport Club Internacional conquistou o título do Campeonato Brasileiro de Futebol de 1975.
- 31 de dezembro - Christa Vahlensieck, vence a primeira prova feminina da Corrida de São Silvestre em São Paulo.

## Nascimentos
- 5 de janeiro - Bradley Cooper, ator, produtor e diretor americano.
- 27 de fevereiro - Christopher Landon, diretor, produtor e roteirista americano.
- 12 de março - Yen Tan, diretor de cinema, roteirista e produtor malaio-estadunidense.
- 2 de abril - Pedro Pascal, ator chileno-americano.
- 13 de abril - Victoria Villarruel, advogada, escritora e política argentina.
- 14 de abril - Anderson Silva, pugilista brasileiro.
- 29 de maio - Danton Mello, ator brasileiro.
- 3 de junho - Cacau Protásio, atriz brasileira.
- 4 de junho - Angelina Jolie, atriz norte-americana.
- 27 de junho - Tobey Maguire, ator estadunidense.
- 6 de julho - 50 Cent, rapper norte-americano.
- 30 de julho - Tino Júnior, jornalista brasileiro.
- 21 de setembro - Acelino Freitas, pugilista brasileiro.

## Mortes
- 17 de janeiro - Gustavo Rojas Pinilla, Presidente da República da Colômbia de 1953 a 1957 (n. 1900).
- 5 de abril - Chiang Kai-shek, político chinês (n. 1887).
- 10 de abril - Marjorie Main, atriz e cantora americana (n. 1890).
- 21 de abril - Ranieri Mazzilli, político brasileiro e 23.º e 25.º Presidente do Brasil (n. 1910).
- 13 de junho - José María Guido, presidente da Argentina de 1962 a 1963 (n. 1910).
- 29 de junho - Richard Loving, ativista norte-americano (n. 1933).
- 9 de agosto - Dmitri Shostakovitch, compositor soviético (n. 1906)
- 15 de agosto - Sheikh Mujibur Rahman, presidente do Bangladesh de 1971 a 1972 e em 1975 (n. 1920)
- 27 de agosto - Haile Selassie, imperador da Etiópia (n. 1892).
- 29 de agosto - Éamon de Valera, terceiro presidente da Irlanda (n. 1882).
- Pier Paolo Pasolini - realizador, escritor e intelectual italiano  (n. 1922).
- 9 de setembro - Ethel Griffies, atriz inglesa (n. 1878).
- 16 de outubro - Don Barclay, ator, artista e caricaturista americano (n. 1892).
- 20 de novembro - Francisco Franco, ditador espanhol (n. 1892).
- 28 de novembro - Érico Veríssimo, escritor brasileiro (n. 1905)

## Prémio Nobel
- Química - John Warcup Cornforth e Vladimir Prelog.[1]
- Física - Aage Niels Bohr, Ben Roy Mottelson e Leo James Rainwater.[2]
- Literatura - Eugenio Montale.[3]
- Medicina - David Baltimore, Renato Dulbecco, Howard M. Temin.
- Paz - Andrei Dmitrievich Sakharov.[4]
- Economia - Leonid Kantorovich e Tjalling Koopmans.[5]

## Epacta e idade da Lua
| Epacta gregoriana | 20 (XX) |
| Idade da Lua      | Letra A |

## Por tema
- 1975 na arte
- 1975 no Brasil
- 1975 na ciência
- 1975 no cinema
- 1975 no desporto
- Divisões administrativas em 1975
- 1975 na informática
- 1975 nos jogos eletrônicos
- 1975 no jornalismo
- 1975 na literatura
- 1975 na música
- 1975 na política
- 1975 no teatro
- 1975 na televisão